# Ephraim Al-Naqawa
Pour les articles homonymes, voir Al-Naqawa.
Ephraim  Al-Naqawa (hébreu : אפרים בן ישראל אל-נקווא Ephraim ben Israël al-Naqawa), ou Ibn al-Nakawa (en arabe : ابن النّْقَاوَة) est un rabbin, médecin et théologien séfarade du XIVe siècle (1359 - 1442). Figure emblématique de la communauté juive de Tlemcen, il est connu de nombreux Juifs algériens sous le seul nom du Rabb (ou Rab, Rav (« [le] Maître »)).

## Éléments biographiques
Né en 1359 à Tolède, il fuit l’Espagne en 1391, à la suite des persécutions contre les Juifs de Castille, au cours de laquelle son père Israël Al-Naqawa, auteur du Menorat Hamaor, meurt sur le bûcher. Il s’établit à Tlemcen dont il devient le rabbin. Il y acquiert une renommée importante et une réputation de faiseur de miracles.
En dehors de son père, chez qui il a probablement étudié, Ephraim Al-Naqawa aurait peut-être eu comme maître, d'après l'historien Simcha Assaf, le rabbin Johanan (ou Yohanan) Treves, Cette hypothèse est basée sur l'identification d'Al-Naqawa comme l'auteur du commentaire biblique dit « de Rabénou Ephraim » qui désigne à plusieurs reprises Johanan Treves comme son maître. Cependant, cette identification est problématique et tous les historiens n'accordent pas à Al-Naqawa la paternité de cette œuvre.
Personnage hautement vénéré par les Juifs de Tlemcen, il meurt en 1442, en l’année Rab (ר"ב) du calendrier hébraïque. Sa tombe devient rapidement l’un des lieux de pèlerinage les plus fréquentés par les Juifs d’Afrique du Nord à l’occasion de la hiloula de Lag Ba'omer jusqu’à l’indépendance de l’Algérie, suivie du départ des Juifs à partir de 1962. 
En 2005, un groupe de 132 pèlerins français est autorisé à venir se recueillir sur la sépulture du Rav Al-Naqawa, accompagné de l’ambassadeur de France en Algérie. Cette visite a un grand retentissement dans le pays. Une nouvelle visite est organisée en 2010, mais elle est annulée par les autorités algériennes à la suite de l’abordage de la flottille pour Gaza.

### Traditions

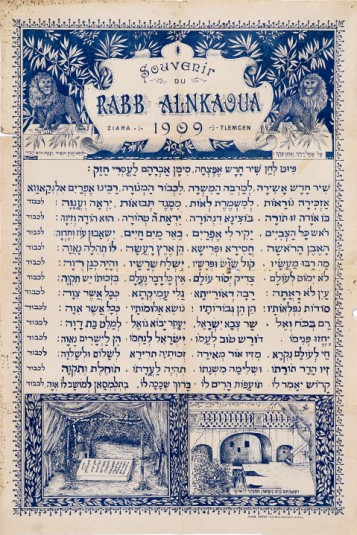
Hymne en l'honneur de Rabbi Ephraim Enkaoua, 1909.

Selon les traditions des Juifs d’Algérie, il serait arrivé aux portes de Tlemcen la veille d’un chabbat, juché sur un lion qu’il aurait harnaché avec un serpent. Abandonnant sa caravane sur la route de Honein à Tlemcen, le 5 kislev 5155 (30 octobre 1394), afin de ne pas transgresser le chabbat, il se retrouva seul en milieu hostile et entouré de bêtes sauvages. À l'approche de la nuit, s'approcha de lui un effroyable lion, sereinement, qui vint s'asseoir à ses côtés « tel un chien près de son maître »". Le lion resta ainsi assis, le protégeant des autres animaux qui fuyaient le rabbin par peur du lion. À la sortie du chabbat, un serpent alla se placer dans la bouche du lion, recroquevillé vers sa nuque, tel un licou. Le rabbin prit place sur le dos du lion, tenant le serpent, et arriva ainsi à Tlemcen. Hayim Bliah doute de l’authenticité de ces faits mais fait remarquer qu'il est évident que cette légende indique la grandeur réelle de l'homme.
Bliah raconte, au nom du rabbin Hayim Kasbi, qu'une nuit, il eut droit à la visite de trois éminents rabbins, le Ri"f, le Ri Migash et Maïmonide, quoique décédés, qui étudièrent avec lui toute la nuit. Ceci, à la suite de son effort pour démontrer la justesse de leurs propos. Là encore, Hayim Bliah doute de la véracité des faits, estimant qu'il s'agit certainement d'un rêve, et que la légende raconte qu'il était éveillé du fait de sa renommée.
Il aurait aussi, à l’instar de Moïse, fait jaillir l’eau de la pierre à l’entrée de la ville, afin d’étancher sa soif, ce qui l’aurait fait connaître du régent de l’époque, le sultan Abu Tashfin, impressionné par ces miracles. Il aurait plus tard également guéri la fille unique du sultan avec un remède fort simple, refusant tout salaire monétaire, mais demandant que les Juifs, qui vivaient jusque-là dans les localités voisines de Honein et Agadir, soient autorisés à résider dans la ville de Tlemcen elle-même.
Ce dernier point est corroboré au moins en partie par des archives d’époque puisque c’est avec l’autorisation du sultan que le Rav fait construire en 1393 le premier lieu de culte juif à Tlemcen. La grande synagogue de Tlemcen, qui forme le centre du quartier juif, sera bâtie sur ce site.

## Œuvres
Ephraim al-Naqawa est l’auteur du Chaar Kevod Adonaï (Portique de la Gloire de Dieu), un traité de philosophie juive rédigé à l’intention de son fils aîné Israël, où il répond aux critiques de Nahmanide sur le Guide des Égarés de Maïmonide. Conservé en manuscrit à la Bibliothèque bodléienne, l’ouvrage est publié par le rabbin Hayim Bliah qui l’agrémente de notes savantes qu'il titre Petah Ha-Chaar (Ouverture du Portique). Le livre a été réédité en Israël en 1986 avec de nouvelles introductions biographiques sur les rabbins Al-Naqawa et Bliah par le rabbin Eliyahu Atsur du tribunal rabbinique de Jérusalem.
Il a également composé quelques hymnes religieux et serait peut-être, d'après l'historien Simcha Assaf, l'auteur du commentaire biblique dit « de Rabénou Ephraim »,.

## Problématique de la relation avec Rabbi Johanan Treves

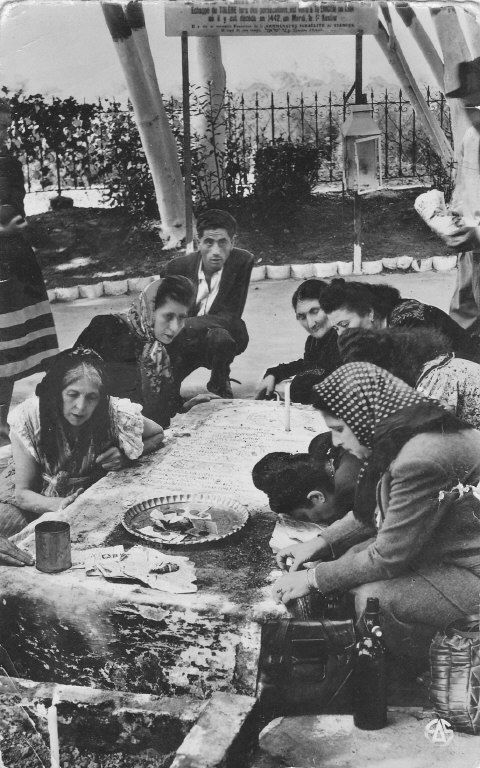
Sur la tombe de Rabbi Ephraim Ankaouah, Tlemcen.

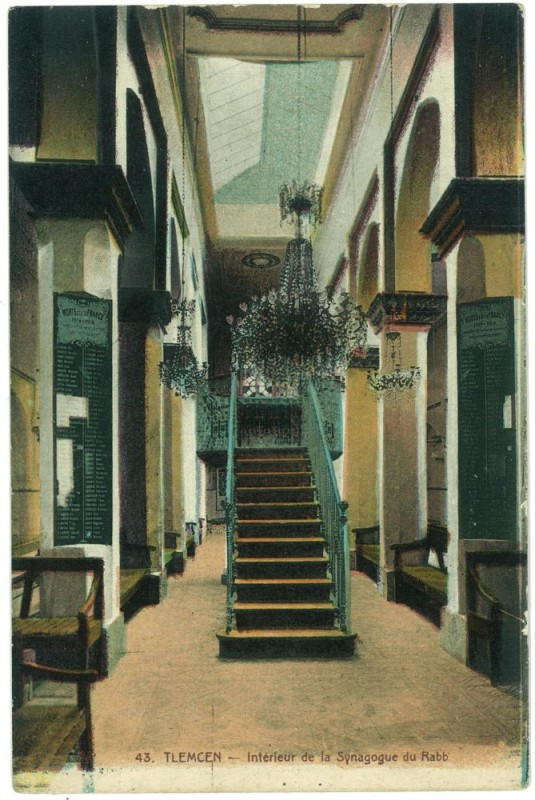
Salle de la synagogue de rabbi Ephraim Ankaoua, Tlemcen.

Le commentaire dit « de Rabénou Ephraim » fait référence, à plusieurs reprises, au rabbin Johanan (ou Yohanan) Treves, qu'il déclare être son maître.
Selon l'historien Simcha Assaf, Al-Naqawa serait peut-être l'auteur de cette œuvre, ce qui signifierait qu'il aurait eu comme maître Johanan Treves.
Simon Schwarzfuchs recommande, quant à lui, la plus grande prudence à propos de cette identification de l'auteur du commentaire, et par conséquent, de la filiation spirituelle à Johanan Treves qui en ressortirait. En effet, selon Gershom Scholem, le commentaire biblique dit « de Rabénou Ephraim » qu'avait Assaf est sensiblement différent de son homonyme édité en 1950 à Johannesbourg. Selon Assaf, ce texte n'est pas celui que détenait le Hid"a et qui a été imprimé à Salonique en 1851. Ce manuscrit, écrit Scholem, était défectueux, alors que celui de Munich est bien plus complet. D'après Assaf, notre texte cite quelques commentaires qui se trouvent dans l'autre, sans que l'on puisse établir lequel a copié l'autre ou s'ils n'ont pas utilisé tous les deux une source plus ancienne désormais disparue.
Simcha Assaf écrit "נראה לי לשער שמחבר הפירוש שלנו הוא ר' אפרים אלנקואה" (« Je pense qu'il faut estimer que l'auteur du commentaire présent est R. Ephraim Al-Naqawa »), sans réellement l'affirmer. Il précise cependant que la non-mention du nom de son père ne doit pas étonner, puisqu'il ne le fait pas non plus dans son Chaar Kevod Hachem.
Selon Assaf, il aurait eu environ 25 ans lors de son départ en exil en 1391, ce qui le ferait naitre vers 1366. Or, toujours selon Assaf, l'auteur aurait été actif entre 1370 et 1420. Il serait plus qu'étonnant qu'Al-Naqawa ait écrit un livre à 4 ans. L'auteur cite d'ailleurs « feu Johanan Treves », alors que celui-ci est décédé en 1429.
Johanan Treves a dirigé une yeshivah en France, à Paris, du vivant de son père, qui est décédé en 1385. Il est bien improbable qu'Ephraim Al-Naqawa ait pu la fréquenter. Nous ne savons rien d'un séjour éventuel en France. Il y avait alors de nombreux échanges avec les rabbins de Catalogne, mais nous ne voyons rien de semblable avec la Castille et le Sud de l'Espagne en général.
Le dernier auteur qui a mentionné cette œuvre prend garde de mentionner un de ses élèves venu dans sa yeshivah en France, qui devint par la suite un des plus importants rabbins d'Algérie sans citer son nom.